# 빈 국립 오페라 극장

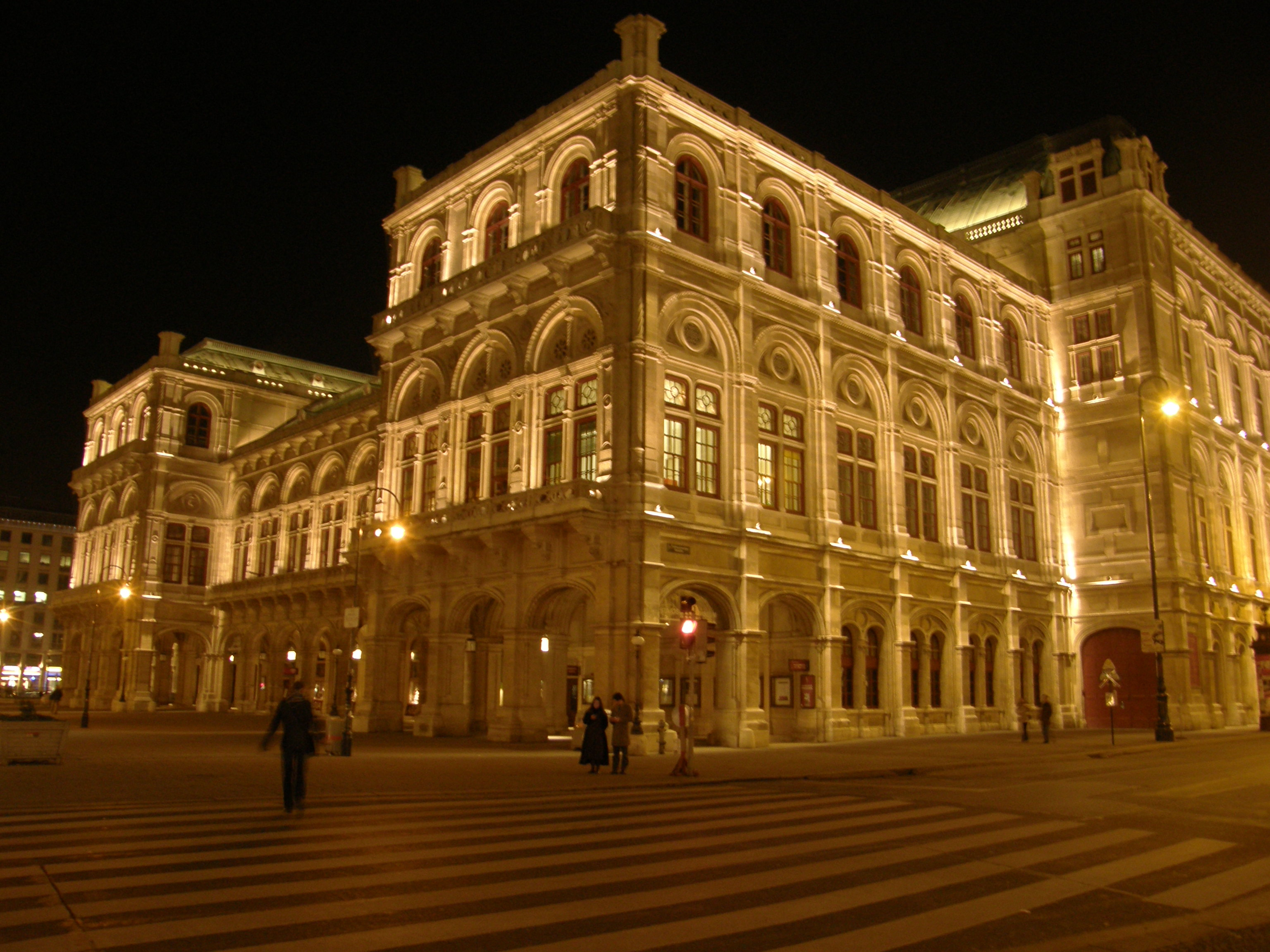
오페라하우스의 야경

빈 국립 오페라 극장(독일어: Wien Staatsoper)은 음악의 도시 빈을 대표하는 오페라 극장이다.
제2차 세계대전 이후 10년에 걸쳐 정부, 시청, 시민들이 눈물겨운 협력을 한 보람으로 전쟁에서 재건되어 1955년 가을에 복구되어 개장하였다. 궁정가극장의 후신인 이 극장을 사랑하는 빈 시민의 희망에 따라 외관은 옛모습대로 복원하였으며 외벽의 새로움을 피하기 위하여 상당한 비용을 들여 고색창연한 옛모습의 아취를 살려 옛 도시다운 우아함을 보였다. 그러나 시설은 최신식이며 객석의 3배나 되는 광대한 무대는 몇 개로 구분되어 짧은 시간에 자유롭게 움직여 장면 전환을 빨리 할 수 있도록 장치하였다. 객석은 2,200여개로 1층 뒤쪽에 입석이 있고 천장 객석에는 열렬한 팬들을 위해 악보를 볼 수 있도록 배려가 되어 있다. 예로부터 명지휘자와 많은 명가수가 이 곳에서 공연을 가졌으며 빈 필하모닉은 이 극장의 전속 관현악단이다. 또한 잘츠부르크 음악제의 오페라도 이 관현악단이 중심이 되고 있다.

## 참고 문헌
- 이 문서에는 다음커뮤니케이션(현 카카오)에서 GFDL 또는 CC-SA 라이선스로 배포한 글로벌 세계대백과사전의 내용을 기초로 작성된 글이 포함되어 있습니다.